# Kronentritt
Der Kronentritt ist ein Begriff der Pferdeheilkunde und bezeichnet eine Wunde im Bereich des Kronrands des Hufes. Ein Kronentritt ist meist Folge einer selbst zugefügten Trittverletzung bei ungeschickten Bewegungen, kann aber auch durch andere Pferde, durch Anstoßen an Gegenstände oder Fremdkörper hervorgerufen werden. Je nach Umfang und Tiefe der Verletzung kann Lahmheit auftreten. Sekundär kann es auch zur Bildung von Phlegmonen und Hornspalten kommen.
Die Therapie besteht im Säubern der Wunde sowie Raspeln oder Schneiden einer halbmondförmigen Vertiefung in das Horn um die Wunde herum. Anschließend  erfolgt eine antiseptische Behandlung und ein Druckverband. Tiefe Wunden müssen genäht werden, da ansonsten eine Verformung des Hufes entstehen kann. Wie bei jeder Wunde bei Pferden ist eine Tetanus-Prophylaxe empfehlenswert.